# Gaspar Pinto de Magalhães e Aguiar
Gaspar Pinto de Magalhães e Aguiar ComNSC (16 de Outubro de 1831, Marco de Canaveses, Toutosa, Casa da Sobreira, - 26 de Janeiro de 1922, Marco de Canaveses, Toutosa, Casa da Sobreira), 1.º Visconde da Sobreira, foi um político e empresário agrícola português.

## Família
Filho de António Pinto Ribeiro de Magalhães e Aguiar, Senhor da Casa da Sobreira, na Freguesia de Toutosa, Concelho de Marco de Canaveses, e de sua mulher Delfina Emília Teixeira de Barros, Senhora da Casa de Folforinho, na Freguesia de Castelões, no Concelho de Penafiel.

## Biografia
Bacharel formado em Direito pela Faculdade de Direito da Universidade de Coimbra, foi Administrador do Concelho de Marco de Canaveses, onde era grande Proprietário, e Senhor da Casa da Sobreira e da Casa de Folforinho. Foi Comendador da Ordem de Nossa Senhora da Conceição de Vila Viçosa.
O título de 1.º Visconde da Sobreira foi-lhe concedido por Decreto de D. Luís I de Portugal de 23 de Novembro de 1886. Armas: escudo esquartelado, o 1.º e o 4.º Pinto, o 2.º e o 3.º de Aguiar; timbre: Pinto; Coroa de Visconde.

## Casamento e descendência
Casou em Penafiel, Penafiel, em 1868 com Benilde Augusta de Vasconcelos Brandão e Melo, Senhora da Casa da Quintã, em São Lourenço do Douro, Marco de Canaveses, filha herdeira de Alexandre de Vasconcelos Brandão e Melo, Senhor da mesma Casa da Quintã, e de sua mulher Guiomar Cândida de Magalhães Monteiro, da qual teve três filhas.